# イイダコ
イイダコ（飯蛸、望潮魚、学名：Octopus ocellatus もしくは Octopus fangsiao）は、マダコ科マダコ属に分類されるタコの1種である。東アジアの浅海に生息する小型のタコであり、沿岸域では古代から食用として漁獲されている。

## 呼称
種小名 ocellatus は、ラテン語で「目（のような模様）のついた」の意味で、足の付け根あたりに目立つ眼状紋のあることを指しての命名。
和名のイイダコは「飯蛸」で、その由来は産卵直前の雌の胴部（頭にみえる部位）にぎっしり詰まった卵胞が米飯のようだからとされている。
方言として「コモチダコ（子持ち蛸）」や「イシダコ」「カイダコ」などがある。

## 生物的特徴

### 形態
体長は最大でも30cmほどで、タコとしては小型である。体表は低い疣（いぼ）状突起が多い。体色は周囲の環境により変化するが、腕の間の襞（ひだ）に金色の環状紋が2つあることと、両眼の間に長方形の模様があることで他種と区別できる。また、興奮すると胴（俗に「タコの頭」と呼ばれる部位）や腕に黒い縦帯模様が現れる。

### 生態・分布
北海道南部以南の日本沿岸域から朝鮮半島南部、黄海、および、中国の沿岸域に至る、東アジアの浅海に分布する。なお、沖縄で「シガヤー」と呼ばれるものはイイダコに似ているが、正しくはウデナガカクレダコである。
波打ち際から水深10mほどまでの、岩礁や転石が点在する砂泥底に生息する。外洋性のマダコに対して波の穏やかな内湾に多く、日本本土ではテナガダコ（Octopus minor minor）と生息域が重複する。昼間は石の隙間やアマモ場に潜むが、大きな二枚貝の貝殻や捨てられた空き缶、空き瓶なども隠れ家として利用する。夜になると海底を移動しながら餌を探し、海岸性の甲殻類、多毛類、貝類などさまざまな底生生物（ベントス）を捕食する。天敵としては、人間のほか、マゴチやエソ類などの大型肉食魚が挙げられる。
産卵期は冬から春にかけてで、石の間や貝殻の中に長径4mm程度の半透明の卵を産む。この卵はマダコよりも大粒で、ちょうど米粒くらいの大きさがある。産卵後はメスが卵のそばに留まって卵を保護し、卵が孵化するとほとんどのメスは死んでしまう。

### 系統分類
ITIS（統合分類学情報システム）およびNCBI（米国国立生物工学情報センター）による本種 Octopus ocellatus の分類上の位置は、未確定である。Octopus fangsiao と同物異名の関係にあり、系統分類学的にはまだ議論の一致を見ていない。
なお、最下段で示したウィキスピーシーズでは Octopus fangsiao に分類されている。
- ITIS（統合分類学情報システム）英語版データベース
  - Catalogue of Life - Octopus ocellatus Gray, 1849 (synonym)
  - Octopus ocellatus Gray, 1849
  - Octopus fangsiao D'Orbigny, 1839-1841 in Férussac and D'Orbigny, 1834-1848
- NCBI（国立生物工学情報センター）英語版データベース
  - Octopus ocellatus

また、Octopus fangsiao には下位分類として次の2亜種がある。
- Octopus fangsiao fangsiao (Sasaki, 1929)　：模式亜種。
- Octopus fangsiao etchuanus D'Orbigny, 1839-1841 in Férussac and D'Orbigny, 1834-1848

#### 同物異名
- Octopus fangsiao D'Orbigny, 1839-1841 in Férussac and D'Orbigny, 1834-1848
- Polypus fangsiao
- Polypus ocellatus

## 利用

### 漁撈

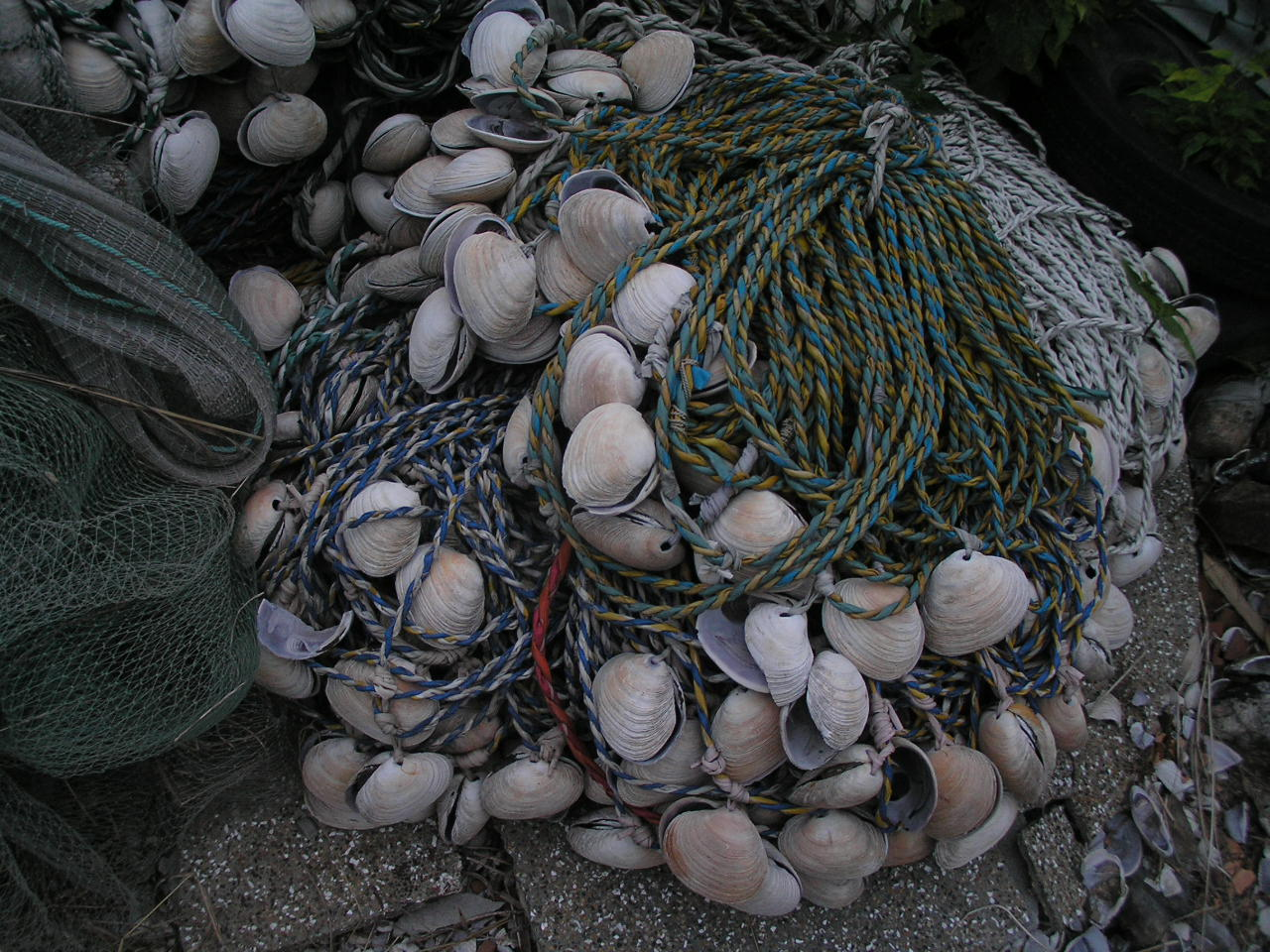
漁具　二枚貝を用いたイイダコ漁の仕掛け網（日本、明石市二見港）

漁撈の対象としては主に蛸壺漁で獲られ、イイダコ用の蛸壺は大きな二枚貝の貝殻、または、それを模したプラスチック製の貝殻が用いられる。
日本では、イイダコ漁専用と思われる小型の蛸壺が古く弥生時代や古墳時代の地層から発見されている。現代におけるイイダコの蛸壺漁は、瀬戸内海沿岸および九州西部のものがよく知られている。
なお、瀬戸内海の香川県の漁獲量は、2002年に199トンを記録していたが2009年から激減。2022年には1.6トンまでの落ち込みを見せた。香川県は漁期を9月1日から10月15日の午前中と定め、テンヤと呼ばれる仕掛けを用いる釣り人に対して資源保護を呼びかけている。

### 遊漁
海岸からの釣りでわりと手軽に獲ることができる。イイダコは白いものに飛びつく習性があるが、これはイイダコが獲物である二枚貝の白さと見誤って襲いかかるためといわれており、その錯覚を利用した「テンヤ」という釣りが知られている。釣具店などでもイイダコ釣りのためのテンヤが市販されており、白色のほか、ピンク、赤など海中でも目立つような鮮やかな着色がなされている。そのほか、スイセンやラッキョウの球根、肉の脂身などを鉤（かぎ）に取り付けて釣る技法がある。また、キスやクロダイ釣りの外道（本来の釣る目的魚とは違う魚）として上がることもある。

### 食
一般に、墨袋・眼・カラストンビの除去、ぬめり取り、下茹でなどの下ごしらえが推奨されている。煮るときに酢を少量入れると柔らかく煮えるとされる。歯応えのある身と、濃厚な旨味のある卵は美味である。
日本
卵胞が充分成長した産卵直前のメスが珍重される。市場には主に10cm前後のものが出回る。
塩で揉み洗いしてから塩茹でし、丸ごとおでん種など鍋物に、もしくは、ぶつ切りにして刺身や酢味噌和えなどで食べられる。他に煮物、炊き込みご飯（たこめし）、から揚げなど。オスは「スボ」、「スボケ」などの名でよばれ、卵を持たないため市場での価格もメスより安くあまり流通していない。近年ではまるごと一匹をたこ焼きに入れるという利用法もみられる。
韓国
チュクミの名で呼ばれる。炒め物（ポックム）として野菜と調理される。
ギリシャ、トルコ
メゼと呼ばれる様々な前菜の盛り合わせの一つとして用いられる。主にグリルで焼き香ばしく焦げ目のついた足を食べる。

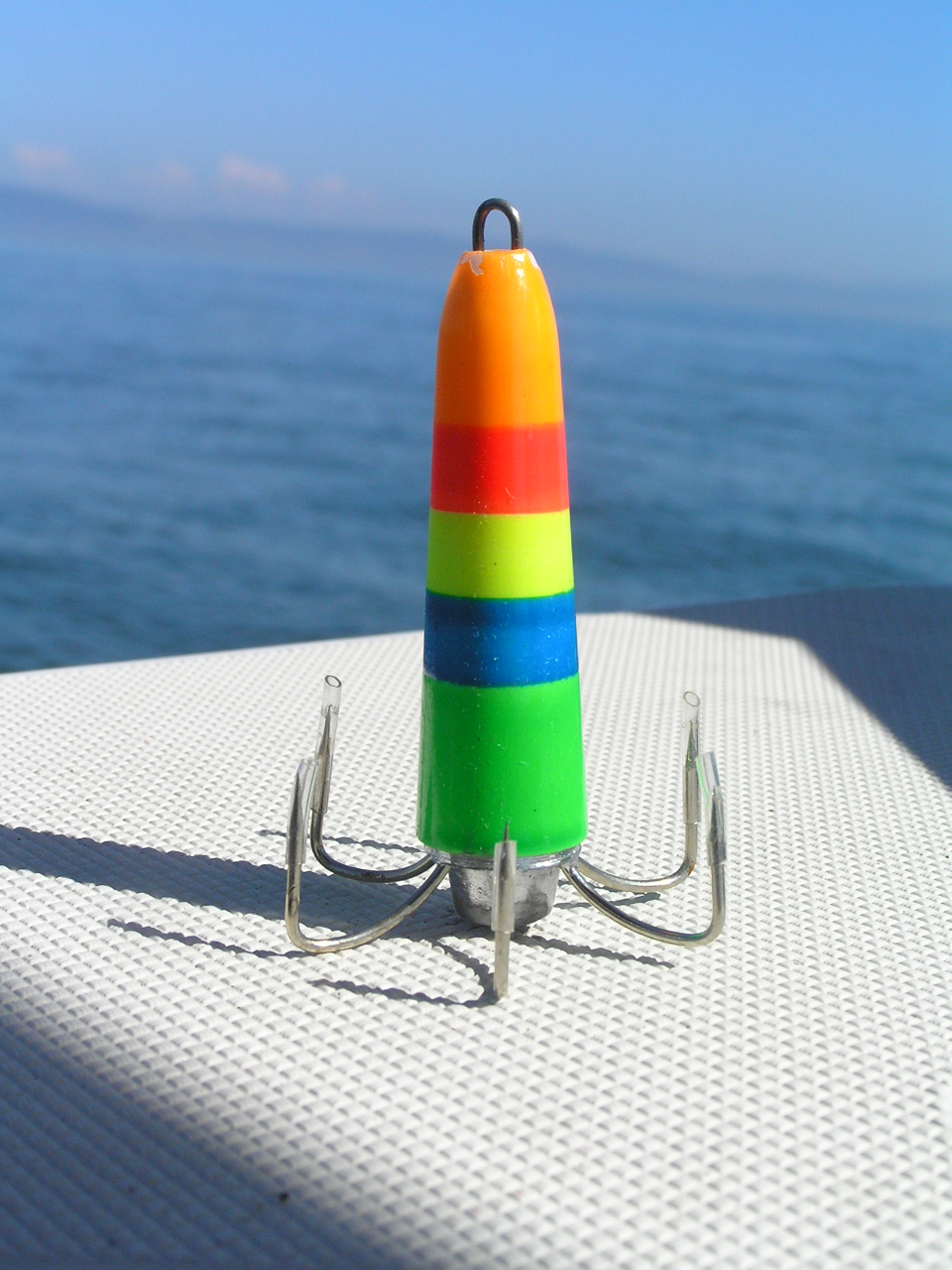
釣り具 市販のイイダコ用釣り具「テンヤ」
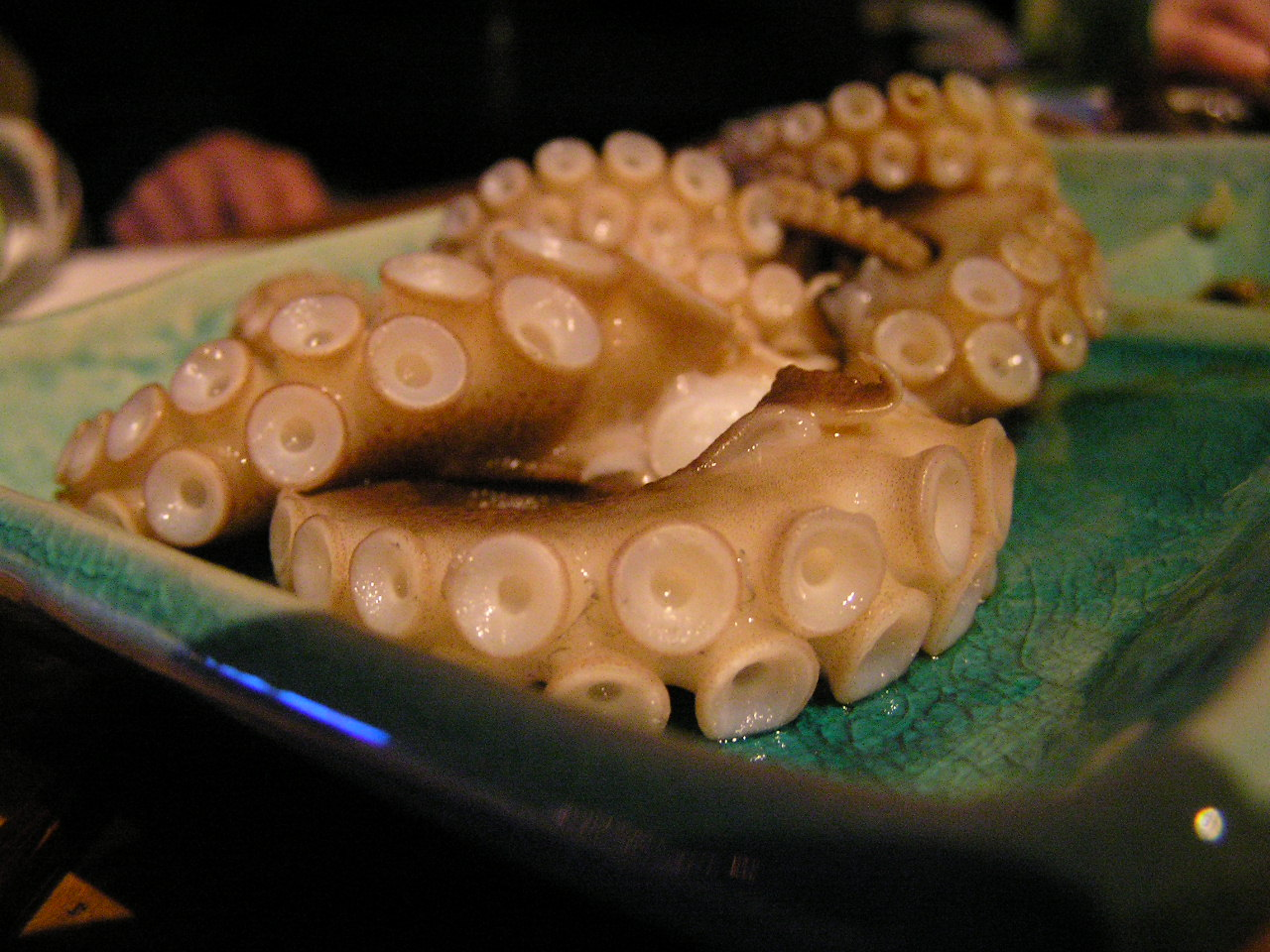
調理例 イイダコの刺身
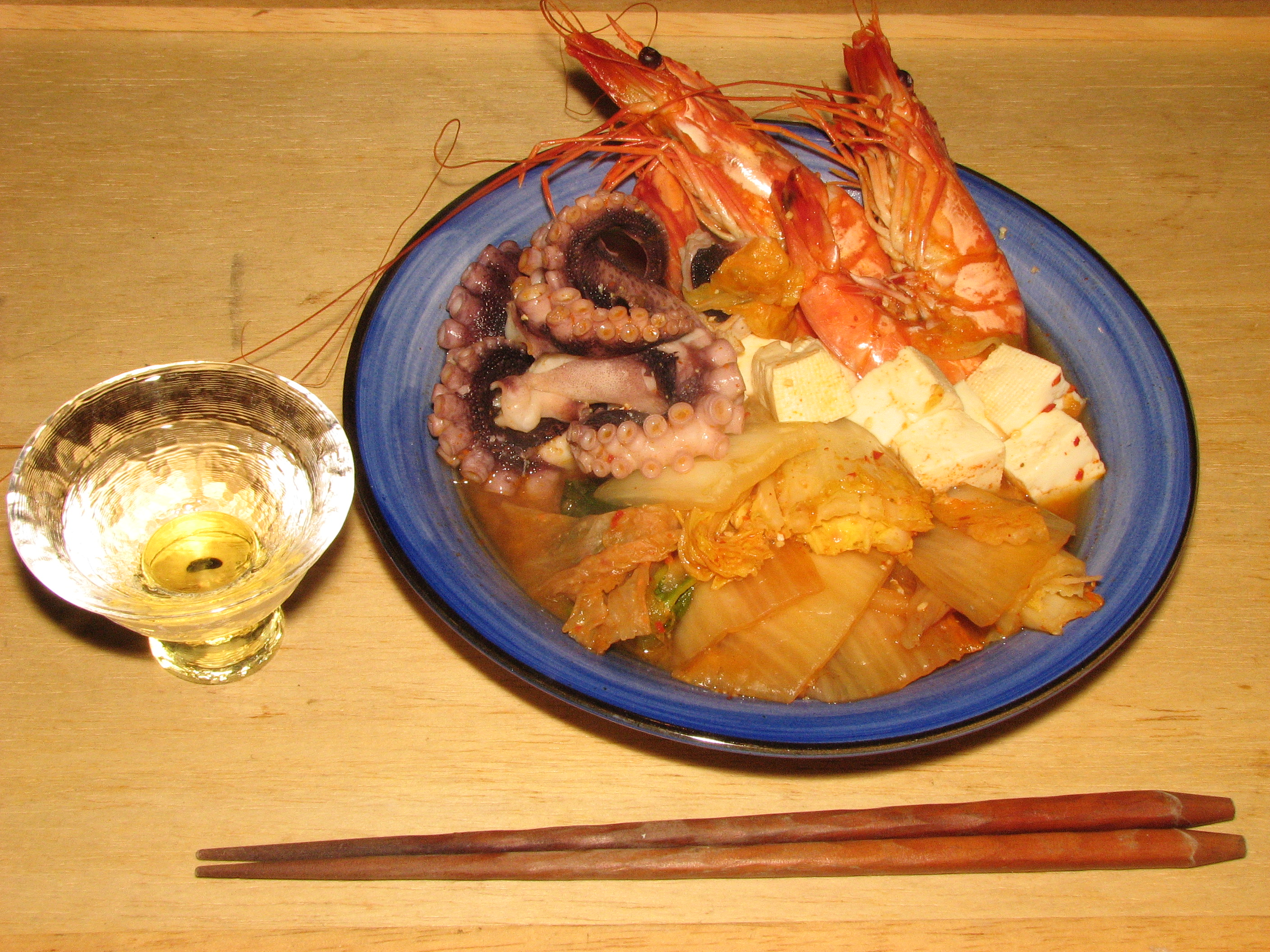
調理例 イイダコとクルマエビの鍋物（日本、味噌仕立て）